# قوردريك عليا
قوردريك عليا هي قرية في مقاطعة خوي، إيران. يقدر عدد سكانها بـ 675 نسمة بحسب إحصاء 2016.